# (14919) Robertohaver
(14919) Robertohaver (1994 PG) – planetoida z pasa głównego asteroid okrążająca Słońce w ciągu 3,7 lat w średniej odległości 2,39 j.a. Odkryta 6 sierpnia 1994 roku.